# Осьминожки (мультфильм, 2007)
«Осьминожки» (фр. Oktapodi) — короткометражный французский мультфильм, номинированный на премию «Оскар» 2009 года в номинации «Лучший короткометражный анимационный фильм».

## Сюжет
Два влюблённых осьминога живут вместе в аквариумном магазине. Но их разлучает повар, который достаёт подружку и увозит её в сумке-холодильнике на своём небольшом грузовичке. Воображение осьминога рисует, как его подругу порубят на куски, и он, выбираясь из аквариума, устремляется в погоню, ухватившись за грузовик сзади. Грузовик мчится по маленькой греческой деревушке, и начинается борьба между поваром и осьминогами. После яростной схватки осьминогам всё-таки удаётся попасть на свободу, зацепившись за бельевые верёвки, а грузовик на полном ходу улетает в море. Но это не конец истории, чайка выхватывает одного из осьминогов и уносит прочь, а его подружка, пользуясь верёвкой как рогаткой, устремляется за ним…